# 日本キリスト合同教会
日本キリスト合同教会（にほんキリストごうどうきょうかい）はプロテスタント福音派の団体。日本福音同盟に加盟している。

## 沿革
- 1970年 大阪万国博覧会をきっかけに日本基督教団内部に信仰的混乱が起こる（教団紛争）。
- 1985年 日本基督教団を離脱して、設立大会を開催し、日本キリスト合同教会を設立
- 1988年 北米福音教会との間で「宣教協力に関する協約」を締結して、密接な協力関係を維持している。東京キリスト合同神学院を設立。

## 特色
- メソジスト派、日本基督教会、改革派教会など様々な背景の日本基督教団の出身の教会で構成されている。
- 特定の教義に強調せず、「合同教会」の形成を目指している。